# Anna-Brita Malmsten
Anna-Brita Malmsten, född 1929 på en lantbruksgård i byn Bjärme i Jämtland, blev 1977 första kvinnan att bli vald till styrelsemedlem i LRF och stred även för kvinnors rätt till medlemskap i förbundet.
Efter uppväxten på en lantbruksgård utbildade sig Anna-Brita inom lantbruket på lantbruksskola. Efter detta utbildade hon sig till kontrollassistent och lanthushållslärarinna. 
1972 på LRFs riksstämma talade Anna-Brita om självklarheten att även kvinnor ska få fullvärdigt medlemskap i LRF. Medlemskapet tilldelades den som företrädde gården som i Sverige på den tiden var mannen, men Anna-Brita stred för att också kvinnor skulle ha möjligheten att bli medlemmar i LRF. 1974 ändrade riksstämman reglerna kring medlemskapet så det istället blev personligt. 1977 var förbundet överens om att en kvinna skulle få plats i styrelsen och Anna-Brita valdes in. Hon satt i LRFs styrelse fram till 1991.